# Nicholas Deshong
Nicholas Deshong (né le 24 avril 1992) est un athlète barbadien, spécialiste du sprint.
Il porte son record du 200 m à 20 s 65 à San José lors des Championnats NACAC 2015. Lors de ces mêmes championnats il bat le record du relais 4 x 100 m de la Barbade en 38 s 55 avec ses coéquipiers Levi Cadogan, Burkheart Ellis et Ramon Gittens.